# Erik Johnson (baseball, 1989)
Pour les articles homonymes, voir Erik Johnson (homonymie), Craig Johnson (homonymie) et Johnson.
Erik Craig Johnson (né le 30 décembre 1989 à Mountain View, Californie, États-Unis) est un ancien lanceur droitier des Ligues majeures de baseball.

## Carrière
Joueur des Golden Bears de l'université de Californie à Berkeley, Erik Johnson est un choix de deuxième ronde des White Sox de Chicago en 2011. Il est considéré comme le lanceur le plus prometteur de l'organisation des White Sox par Baseball America et Baseball Prospectus avant le coup d'envoi de la saison de baseball 2013,.
Un imposant lanceur partant de 6′ 3″ (1,91 m) et 235 lb (107 kg), Johnson connaît une brillante saison 2013 dans les ligues mineures. En 24 départs, soit 14 pour les Barons de Birmingham, le club-école de niveau Double-A des White Sox, et 10 pour les  Knights de Charlotte, club Triple-A de la Ligue internationale, il remporte 12 de ses 15 décisions et maintient une moyenne de points mérités de seulement 1,96 en 142 manches lancées, avec 131 retraits sur des prises pour 40 buts-sur-balles alloués,.
Le 4 septembre 2013, il fait ses débuts dans le baseball majeur lors d'une visite des White Sox de Chicago aux Yankees de New York. Il encaisse cependant la défaite dans un revers de 6-5 des Sox.